# Wanna One GO
《Wanna One GO》(워너원고)는 대한민국의 리얼리티 텔레비전 프로그램이다. 2017년 8월 3일 엠넷에서 처음 방송되었으며, 워너원의 멤버 윤지성, 하성운, 황민현, 옹성우, 김재환, 강다니엘, 박지훈, 박우진, 배진영, 이대휘, 라이관린이 출연했다.